# Museo deleddiano
La casa natale di Grazia Deledda, sede del museo Deleddiano, si trova in via Grazia Deledda, a Nuoro, nel quartiere di San Pietro.

## Storia
La casa, dove nacque la scrittrice, Premio Nobel per la letteratura nel 1926, è un palazzotto risalente alla seconda metà del XIX secolo, esempio di abitazione delle famiglie benestanti nuoresi. La Deledda vi abitò dalla nascita al matrimonio, nel 1900. Nel 1937 l'edificio venne dichiarato monumento nazionale. Il comune di Nuoro acquistò la casa nel 1968, e nel 1978 la cedette all'Istituto superiore regionale etnografico, che vi allestì il museo Deleddiano, aperto nel 1983.
Attualmente il museo ospita numerosi fondi acquisiti negli anni, tramite donazioni.

## Descrizione
Il museo si articola in dieci sale, disposte sui tre piani della casa, dove, anche attraverso l'esposizione di documenti e oggetti personali appartenuti alla Deledda, sono ricostruite le fasi della vita della scrittrice, il rapporto con Nuoro, città natale, e Roma, dove si trasferì una volta sposata. L'attuale allestimento risale al 2006.
- I sala: L'ambiente sociale e culturale nuorese
- II sala: La vita familiare e culturale del periodo romano
- III sala e IV sala: La cucina e La dispensa

La cucina e la dispensa sono state ricostruite seguendo la descrizione che ne fa la stessa Grazia Deledda nel romanzo Cosima. Oltre agli arredi e alle suppellettili d'epoca, sono disposti dei prodotti freschi, che variano a seconda del periodo dell'anno.
- V sala: Il Premio Nobel

In origine era la camera dei genitori della Deledda; attualmente vi si trovano esposti la medaglia e il diploma del premio Nobel e materiale che rievoca il viaggio a Stoccolma e la cerimonia di premiazione.
- VI sala: Nuoro, Atene dei Sardi

Era originariamente la camera degli ospiti; oggi la sala è dedicata alla vita e alle opere di alcune figure di spicco di Nuoro negli anni a cavallo tra il XIX e il XX secolo: Francesco Ciusa, Sebastiano Satta, Antonio Ballero, Pasquale Dessanay e altri.
- VII sala: La camera della scrittrice

La camera da letto è stata ricostruita seguendo le descrizioni presenti nei romanzi della Deledda; è semplicemente arredata, e vi si apre una finestra, rivolta verso il monte Ortobene.
- VIII sala: La stanza della memoria
- IX sala: Verso Roma
- X sala: La casa romana e lo studio
- Cortile

Nel cortile sono presenti una vecchia pianta di glicine e due querce secolari; qui si trovano alcune panchine ed è allestita una libreria, con opere della Deledda e altri autori. Il cortile, in estate, ospita manifestazioni culturali.

## Archivio - Fondo Grazia Deledda
Il Centro di Documentazione dell'Istituto ha riservato una distinta sezione dove sono raccolti vari materiali deleddiani, provenienti perlopiù dalla Donazione Madesani. In particolare manoscritti, dattiloscritti autografi, carteggi, diverse pubblicazioni in volume (romanzi in italiano e nelle traduzioni in diverse lingue, raccolte di novelle, opere critiche), diversi periodici, qualche stampa fotografica e circa 1300 ritagli di stampa quotidiana.